# Patrick Racing
Patrick Racing était une écurie de course automobile courant en CART/Champ Car et en même temps en Indy Racing League.
Patrick Racing a été créée par Pat Patrick dans les années 1970. L'équipe est surtout connue pour avoir remporté l'Indianapolis 500 à trois reprises (1973, 1982, 1989) et le titre Indy Car à deux reprises (1976, 1989). Patrick Racing compte 45 victoires en IndyCar (19 en USAC et 26 en CART).